# Acacia tolmerensis
Acacia tolmerensis é uma espécie de leguminosa do gênero Acacia, pertencente à família Fabaceae.